# Kecitran
Kecitran is een bestuurslaag in het regentschap Banjarnegara van de provincie Midden-Java, Indonesië. Kecitran telt 5050 inwoners (volkstelling 2010).